# Speedy Gonzales – Noin 7 veljeksen poika
Speedy Gonzales – Noin 7 veljeksen poika (etwa: Speedy Gonzales – ein Sohn von etwa sieben Brüdern) ist eine Westernparodie aus Finnland, die Spede Pasanen als Drehbuchautor, Produzent und in einer Doppelrolle 1970 unter der Regie von Ere Kokkonen realisierte. Der Film war außerhalb seines Entstehungslandes kaum zu sehen.

## Handlung
Der berüchtigte Gangster Speedy Gonzales reitet nach New York, um die Umstände des Todes seines Bruders Moses zu erhellen. Obwohl ihm die Bevölkerung alle möglichen Steine in den Weg legt, findet er die Lösung des Verbrechens. Derweil versuchen sich die langsamsten Revolverhelden des Westens in Duellen und der desillusionierte Desperado Clyde probiert ein ums andere Mal vergeblich, die Bank zu berauben. Ein Showdown beendet die Frage nach den Überlebenden.